# کروشنا (استان پومرانی)
کروشنا (به لهستانی:  Kruszyna) یک روستا در لهستان است که در گمینا کوبلنگتسا واقع شده‌است.